# Una familia atípica
Una familia atípica (en hangul, 히어로는 아닙니다만; romanización revisada, Hieoroneun animnidaman; McCune-Reischauer, Hiŏronŭn animnidaman; literalmente, «No soy un héroe») es una serie de televisión surcoreana dirigida por Cho Hyun-tak y protagonizada por Jang Ki-yong, Cheon Woo-hee, Ko Doo-shim y Claudia Kim. Se emitió por el canal JTBC desde el 4 de mayo hasta el 9 de junio de 2024, en horario de sábados y domingos a las 22:530 (hora local coreana). También está disponible para gran parte del mundo en la plataforma Netflix, donde los episodios se fueron lanzando de modo simultáneo con el calendario de transmisión de JTBC.

## Sinopsis
La serie es la historia de una familia cuyos miembros han nacido con superpoderes. Sin embargo, cada uno de los miembros de la familia comienza a perder sus capacidades debido a las complicaciones de la actualidad, con problemas que van desde el insomnio hasta la adicción a los teléfonos inteligentes. Sin embargo, cuando Do Da-hae se ve involucrada en los asuntos de la familia Bok, comienza a generar algún cambio que lleva a la familia a creer que ella es la clave para recuperar sus poderes.

## Reparto

### Principal
- Jang Ki-yong como Bok Gwi-joo, que tenía el poder de viajar en el tiempo hacia tiempos más felices, pero ya no puede regresar al pasado debido a una depresión.[4][5][6]
- Cheon Woo-hee como Do Da-hae, una mujer misteriosa que es acogida por la familia Bok.[4][7]

### Secundario

#### Familia Bok
- Ko Doo-shim como Bok Man-heum, la madre de Gwi-joo, que tiene insomnio debido a su facultad de poder predecir el futuro.[8]
- Claudia Kim como Bok Dong-hee, la hermana mayor de Gwi-joo, que tenía la capacidad de volar. En otro tiempo fue lo suficientemente delgada y ágil como para trabajar como modelo, pero después de retirarse su cuerpo se volvió pesado y esto le impide volar, por lo que se ha impuesto una estricta dieta.[9][10][11]
- Oh Man-seok como Uhm Soon-goo, marido de Man-heum, padre de Gwi-joo y Dong-hee. Es el único miembro de la familia Bok que carece de superpoderes.[12]
- Park So-yi como Bok Yi-na, la hija de Gwi-joo, tiene el superpoder de leer mentes haciendo contacto visual sin sus lentes, y es adicta a los teléfonos móviles.[12][13]

#### Familia de Da-hae
- Ryu Abel como Grace Kang, la hermana menor de Da-hae.[14]
- Kim Geum-soon como Baek Il-hong, la madre de Da-hae, la jefa de la familia.[15]
- Choi Kwang-rok como Noh Hyung-tae, tío de Da-hae.[16]

#### Otros
- Jung Min-ah como Lee Se-yeon, la exmujer de Bok Gwi-joo.[17][18]
- Choi Seung-yoon como Cho Ji-han.
- Kim Soo-in como Ko Hye-rim.
- Moon Woo-jin como Han Joon-woo.[19]
- Kim Jung-hwan como Kim Min-hyung.

### Apariciones especiales
- Lee Won-jong como el presidente Park, un estafador.
- Park Hyun-jung como la Sra. Shin, la esposa del presidente Park.

## Producción
Una familia atípica es una coproducción de Writing & Picture Media y Drama House, con el apoyo de SLL. La serie está escrita por Joo Hwa-mi (autora también de Marriage, Not Dating en 2014) y dirigida por Jo Hyun-taek (Sky Castle, 2018-19). También participa como creadora de la misma Kang Eun-kyung (Kim, el doctor romántico, tres temporadas, 2016-23). En la presentación de la producción, el director Jo declaró que esta «tiene elementos de fantasía como se puede sentir en la palabra 'héroe', pero describe una historia muy realista. Creo que la química creada por la colisión de la fantasía y la realidad es el encanto único de esta obra». El director musical es Jung Jae-hyung.
Para Jang Ki-yong es su primer trabajo televisivo después de haber cumplido el servicio militar. De Choi Gwang-rok se escribió que había tenido que ganar treinta kilos de peso para su personaje; según el propio actor, «después de ser elegido para Una familia atípica, el proceso de ganar peso no fue fácil al principio, pero aprecié la oportunidad de interpretar un personaje así y comencé a filmar». Por su parte, Claudia Kim tuvo que someterse a largas sesiones de maquillaje para mostrar a Bok Dong-hee con sobrepeso.

### Promoción
El 21 de marzo se difundieron imágenes de la lectura del guion por el reparto de actores. El 3 de abril JTBC publicó un cartel de grupo de la serie, el 8 seis carteles de personajes, y el 18 del mismo mes el cartel principal. Seis días después se distribuyó un cartel especial donde aparecen los miembros de la familia Bok. Por último, el 25 se difundieron imágenes del rodaje. Junto a todo ello fueron lanzándose varios avances, el primero el 5 de abril y el tercero el 19 del mismo mes.
Por otro lado, la revista Elle publicó en su número de mayo una sesión fotográfica con los dos actores protagonistas, Jang Ki-yong y Chun Woo-hee, seguida de una entrevista que también puede verse en el canal YouTube de la revista.

### Controversias a causa del rodaje
En septiembre de 2023, el rodaje de una parte de la serie en el interior de un hospital de Seúl dio lugar a protestas por parte del marido de una paciente al que le fue obstaculizado el paso. La dirección del hospital negó que se hubiera cerrado al tránsito por completo durante el rodaje, y añadió que no tenía conocimiento de ningún problema relacionado con este. El equipo de producción pidió disculpas por las molestias causadas. Este incidente se añade a otros análogos causados por los rodajes de otras series en lugares públicos (El juego del calamar 2, When Life Gives You Tangerines y El naufragio de una diva, entre otras).

## Banda sonora original
| Parte | Fecha de publicación                                                                 | Título                                                                               | Letra                                                                                | Música                                                                               | Artista                                                                              | Dur.                                                                                 | Ref.                                                                                 |
| ----- | ------------------------------------------------------------------------------------ | ------------------------------------------------------------------------------------ | ------------------------------------------------------------------------------------ | ------------------------------------------------------------------------------------ | ------------------------------------------------------------------------------------ | ------------------------------------------------------------------------------------ | ------------------------------------------------------------------------------------ |
| 1     | 12 de mayo de 2024                                                                   | 너와 걷는 계절 («Tiempo de caminar contigo»)                                         | Jung Jae-hyung                                                                       | Jung Jae-hyung                                                                       | So Soo-bin                                                                           | 3:54                                                                                 | [ 36 ]                                                                               |
| 2     | 18 de mayo de 2024                                                                   | 바라 봄 («Te veo»)                                                                   | Lee So-ra                                                                            | Jung Jae-hyung                                                                       | Lee So-ra                                                                            | 4:28                                                                                 | [ 37 ]                                                                               |
| 3     | 26 de mayo de 2024                                                                   | 라퓨타                                                                               | Jung Jae-hyung                                                                       | Jung Jae-hyung                                                                       | Lee Seung-yeol                                                                       | 3:17                                                                                 | [ 38 ]                                                                               |
| Notas | Las canciones de la banda sonora tienen una versión instrumental de igual duración . | Las canciones de la banda sonora tienen una versión instrumental de igual duración . | Las canciones de la banda sonora tienen una versión instrumental de igual duración . | Las canciones de la banda sonora tienen una versión instrumental de igual duración . | Las canciones de la banda sonora tienen una versión instrumental de igual duración . | Las canciones de la banda sonora tienen una versión instrumental de igual duración . | Las canciones de la banda sonora tienen una versión instrumental de igual duración . |

## Audiencia
La serie fue bien recibida por su novedoso tema de una familia con superpoderes que los había perdido, la interesante historia de los dos personajes principales que se salvan mutuamente y las apasionadas actuaciones. No logró superar la barrera del 5 % de audiencia nacional, aunque se quedó muy cerca: el episodio final, que fue el más seguido por los espectadores, alcanzó el 4,9 %.
| Temporada | Temporada | Episodio número | Episodio número | Episodio número | Episodio número | Episodio número | Episodio número | Episodio número | Episodio número | Episodio número | Episodio número | Episodio número | Episodio número | Promedio |
| Temporada | Temporada | 1               | 2               | 3               | 4               | 5               | 6               | 7               | 8               | 9               | 10              | 11              | 12              | Promedio |
| --------- | --------- | --------------- | --------------- | --------------- | --------------- | --------------- | --------------- | --------------- | --------------- | --------------- | --------------- | --------------- | --------------- | -------- |
|           | 1         | 807             | 759             | 726             | 984             | 921             | 925             | 877             | 963             | 781             | 915             | 847             | 1141            | 887      |

| Episodio | Fecha de emisión   | Índices de audiencia (Nielsen Korea) | Índices de audiencia (Nielsen Korea) |
| Episodio | Fecha de emisión   | Nacional                             | Seúl                                 |
| --- | ------------------ | ------------------------------------ | ------------------------------------ |
| 1 | 4 de mayo de 2024  | 3,289 % (1.ª)                        | 3,796 % (1.ª)                        |
| 2 | 5 de mayo de 2024  | 2,985 % (4.ª)                        | 3,104 % (4.ª)                        |
| 3 | 11 de mayo de 2024 | 3,168 % (2.ª)                        | 3,241 % (1.ª)                        |
| 4 | 12 de mayo de 2024 | 4,056 % (1.ª)                        | 4,777 % (1.ª)                        |
| 5 | 18 de mayo de 2024 | 3,883 % (1.ª)                        | 4,332 % (1.ª)                        |
| 6 | 19 de mayo de 2024 | 4,178 % (1.ª)                        | 5,462 % (1.ª)                        |
| 7 | 25 de mayo de 2024 | 3,480 % (1.ª)                        | 4,096 % (1.ª)                        |
| 8 | 26 de mayo de 2024 | 4,248 % (1.ª)                        | 4,973 % (1.ª)                        |
| 9 | 1 de junio de 2024 | 3,613 % (1.ª)                        | 4,655 % (1.ª)                        |
| 10 | 2 de junio de 2024 | 3,734 % (2.ª)                        | 4,304 % (1.ª)                        |
| 11 | 8 de junio de 2024 | 3,838 % (2.ª)                        | 4,572 % (1.ª)                        |
| 12 | 9 de junio de 2024 | 4,858 % (1.ª)                        | 5,705 % (1.ª)                        |
| Promedio | Promedio           | 3,778 %                              | 4,418 %                              |
| - En la tabla superior, los números azules representan las calificaciones más bajas y los números rojos representan las más altas. - Esta serie se transmite en un canal de cable/televisión de pago, que normalmente tiene una audiencia menor respecto a las emisoras de televisión públicas/gratuitas (KBS, SBS, MBC y EBS). |                    |                                      |                                      |